# Piccadilly Incident
Piccadilly Incident (bra: Encontro Inesperado) é um filme britânico de 1946, do gênero drama, dirigido por Herbert Wilcox.